# Ventolada
La Ventolada és una muntanya del municipi de Lladurs (Solsonès) que assoleix els 1.319,0 m. d'altitud. Situada a l'extrem nord-oriental del terme municipal, únicament una àrea de la meitat inferior del seu vessant septentrional està dins del terme municipal de Navès.
Per l'oest hom pot considerar que la muntanya té la seva base en una collada de la capçalera de la canal del Prior que assoleix els 1,224,2 m. d'altitud i que l'uneix amb el sector de l'Hostal del Vent, el vessant nord s'enfonsa cap a l'interior del clot de Vilamala mentre que per la banda est i sud s'uneix a la serra de Capdevila.

## Algunes dades

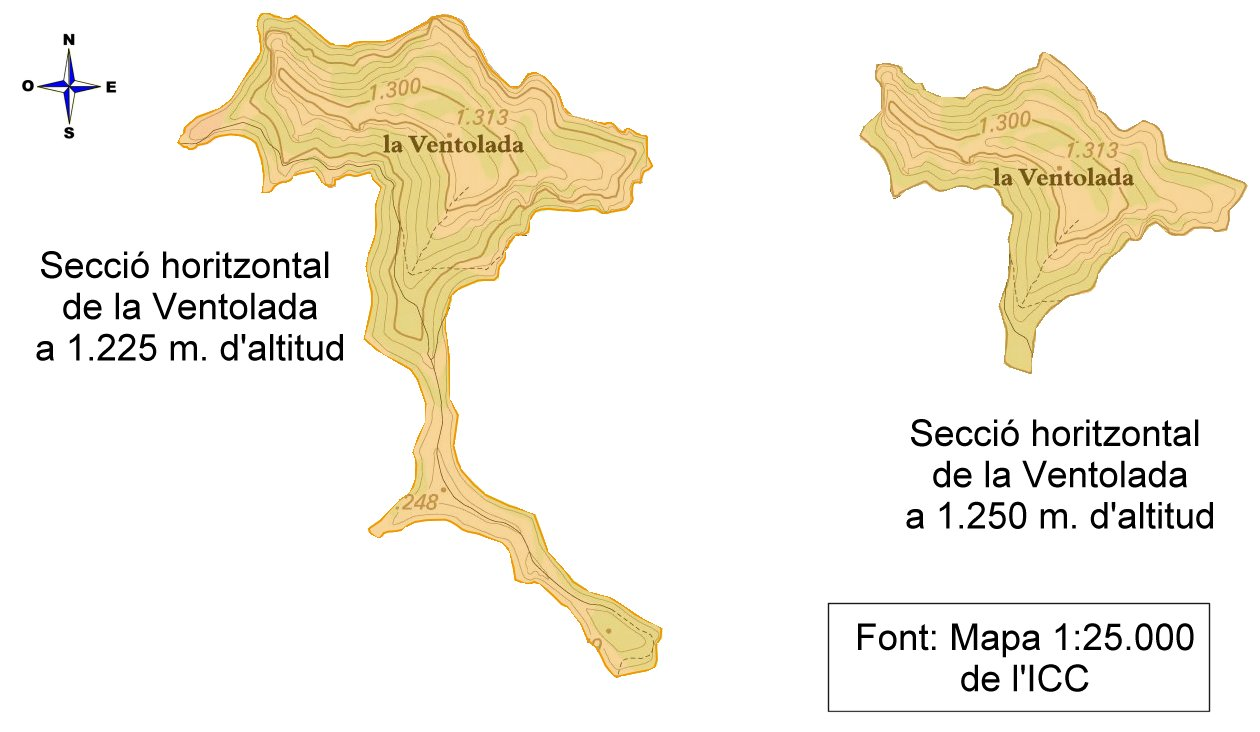
Seccions horitzontals de la Ventolada

Si hom situa la base de la Ventolada a la collada de la canal del Prior (1.224,9 m. d'altitud) la secció horitzontal de la muntanya té un perímetre de 5 km. i una superfície de 36,39 ha. Si la base se situa 25 m. més amunt per tal d'evitar que inclogui una part de la serra de Capdevila, la secció horitzontal a 1.250 m. d'altitud té un perímetre de 2,6 km i una superfície de 19,31 ha.